# Гоголи (Виньковецкий район)
Го́голи (укр. Гоголі) — село в Виньковецком районе Хмельницкой области Украины.
Население по переписи 2001 года составляло 390 человек. Почтовый индекс — 32524. Телефонный код — 3846. Занимает площадь 1,639 км². Код КОАТУУ — 6820683003.

## Местный совет
32524, Хмельницкая обл., Виньковецкий р-н, с. Женишковцы